# Quintus Caecilius Bassus
Quintus Caecilius Bassus († nach 43 v. Chr.) war ein dem Plebejergeschlecht der Caecilier entstammender römischer Ritter und leitete seit 47 v. Chr. in Syrien eine Erhebung gegen den Diktator Gaius Iulius Caesar, die dessen Feldherren nicht unterdrücken konnten. Anfang  43 v. Chr. musste er aber seine Truppen dem Caesarmörder Gaius Cassius Longinus übergeben.

## Leben
Der Beginn der politischen Karriere von Quintus Caecilius Bassus ist unklar. Hierüber sind zwei voneinander abweichende Versionen überliefert, deren eine nur vom aus Alexandria stammenden, auf Griechisch schreibenden antiken Historiker Appian erwähnt wird. Danach habe Gaius Iulius Caesar, als er 47 v. Chr. Syria durchzog, dort einen jungen Verwandten, den Proquästor Sextus Iulius Caesar, als Statthalter mit einer Legion für den geplanten Partherfeldzug zurückgelassen, diesem jedoch Caecilius Bassus als bewährten Militärberater zur Seite gestellt. Sextus Caesar soll sich jedoch skrupellos und für einen Kommandanten äußerst unziemlich betragen und Bassus’ ihm deswegen gemachte Vorwürfe brüsk zurückgewiesen haben. Als dann Bassus einem Befehl, sich bei seinem Vorgesetzten einzufinden, zu spät nachgekommen sei, habe der Proquästor ihn vor seinen Augen herumschleifen lassen, woraufhin die darüber aufgebrachten Soldaten Sextus Caesar bei einem Tumult ermordet hätten. Aus Angst vor der Rache des Diktators Caesar hätten die Meuterer geschworen, im Aufruhr zu verharren und sich bis zum Äußersten zu verteidigen; Bassus sei gezwungen gewesen, mitzumachen.
Den anschließend folgenden abweichenden Bericht führt Appian auf einen nicht sicher überlieferten Gewährsmann zurück, der nach Ansicht einiger Althistoriker Lucius Scribonius Libo, nach anderer Ansicht hingegen der römische Geschichtsschreiber Titus Livius sein könnte. Diese Darstellung gilt als wesentlich glaubwürdiger als die erstgenannte Version und stimmt auch mit den anderen Quellen überein, unter denen insbesondere der ausführliche und zuverlässige Bericht Cassius Dios hervorzuheben ist.
Gemäß dieser zweiten Variante war Bassus am römischen Bürgerkrieg als Anhänger des Gnaeus Pompeius Magnus beteiligt und floh nach dessen Niederlage in der Schlacht von Pharsalos (48 v. Chr.) nach Tyros, wo er zuerst als Privatmann lebte. Nachdem aber Sextus Caesar 47 v. Chr. Statthalter Syriens geworden war, plante Bassus im nächsten Jahr 46 v. Chr., ermutigt durch falsche Gerüchte über einen vermeintlich negativen Verlauf von Gaius Iulius Caesars Feldzug in Afrika, eine Rebellion anzuzetteln. Von dieser mochte er sich den Aufbau einer eigenen Machtstellung erhoffen. Zunächst bahnte er heimlich Kontakte zu alten Parteigefährten an und suchte Garnisonssoldaten des Sextus Caesar für sich zu gewinnen. Als seine Machenschaften entdeckt wurden, gab er vor, dass seine Truppenaushebungen der Unterstützung des Feldzugs des Mithridates von Pergamon gegen das Bosporanische Reich dienten. Diese Erklärung wurde geglaubt und Bassus daher wieder freigelassen. Daraufhin fälschte er einen ihm angeblich zugesandten Brief, laut dem der Diktator Caesar in Afrika geschlagen worden und gestorben wäre; er selbst sei von den siegreichen Pompeianern zum Statthalter Syriens ernannt worden. Durch diese List und mit Hilfe der von ihm zusammengezogenen Truppen konnte er sich Tyros bemächtigen und wandte sich dann gegen Sextus Caesar, der ihn jedoch schlug. Daraufhin gelang es Bassus, durch heimliche Agitationen viele gegnerische Soldaten auf seine Seite zu ziehen, bis Sextus Caesar schließlich von seiner eigenen Legion ermordet wurde.
Bassus konnte nach Sextus’ Tod den Großteil von dessen Heer übernehmen, nicht aber jene Soldaten, die in Apameia überwintert hatten. Diese flohen nach Kilikien und traten, obwohl sie von Bassus verfolgt wurden, nicht in dessen Dienste. Daraufhin kehrte Bassus nach Syrien zurück, bezog seine Stellung in Apameia und befestigte diese Stadt. Er führte weitere Rüstungen durch, rekrutierte auch Sklaven und kommandierte bald eine Armee in der Stärke von zwei Legionen. Mit Unterstützung der Truppen des Araberfürsten Alchandonios und zeitweiliger parthischer Militärhilfe wehrte Bassus alle Angriffe des Gaius Antistius Vetus ab. Vielleicht suchte er auch mit dem Galaterfürstens Deiotaros Kontakte zu knüpfen. Antipatros, der Vater des von Sextus Caesar geförderten Herodes’ des Großen, stellte sich hingegen als Anhänger Caesars gegen Bassus.
Nachdem Caesar Lucius Staius Murcus für das Jahr 44 v. Chr. zum Statthalter Syriens ernannt hatte, trat Staius Murcus zwar nach Ermordung des Diktators am 15. März desselben Jahres sofort zu den Attentätern über, zog dann aber in Ausführung des ihm von Caesar erteilten Auftrags nach Syrien und kämpfte dort mit drei Legionen gegen Bassus, wurde von diesem jedoch besiegt. Staius Murcus rief den bithynischen Statthalter Quintus Marcius Crispus zu Hilfe. Das vereinigte Heer der beiden Feldherren umfasste sechs Legionen. Gemeinsam belagerten sie, nun militärisch deutlich überlegen, Bassus in Apameia. Dessen Soldaten gingen schließlich zum etwa Anfang 43 v. Chr. in Syrien erschienenen Caesarmörder Gaius Cassius Longinus über, der auch die Heere von Murcus und Crispus und damit insgesamt acht Legionen übernehmen konnte. Cassius entließ Bassus daraufhin ungekränkt.
Bassus’ spätere Schicksale sind unbekannt.